# Coquillettomyia clara
Coquillettomyia clara är en tvåvingeart som beskrevs av Fedotova 2006. Coquillettomyia clara ingår i släktet Coquillettomyia och familjen gallmyggor. Inga underarter finns listade i Catalogue of Life.